# 滋賀県道278号上山田八日市線
滋賀県道278号上山田八日市線（しがけんどう278ごう かみやまだようかいちせん）は、滋賀県長浜市を通る一般県道である。

## 概要
長浜市小谷上山田町から長浜市湖北町八日市に至る。
路線名の「八日市」は長浜市湖北町八日市のことで、東近江市にある八日市ではない。

### 路線データ
- 起点：長浜市小谷上山田町
- 終点：長浜市湖北町八日市（青名南交差点、国道8号交点）
- 総延長：4.1 km

## 路線状況

### 重複区間
- 国道365号（長浜市下山田・下山田交差点 - 長浜市小谷丁野町・丁野交差点）

### 道路施設

#### 橋梁
- 山田川橋（山田川、長浜市）
- 三条川橋（三条川、長浜市）
- 新寿橋（高時川、長浜市）

## 地理

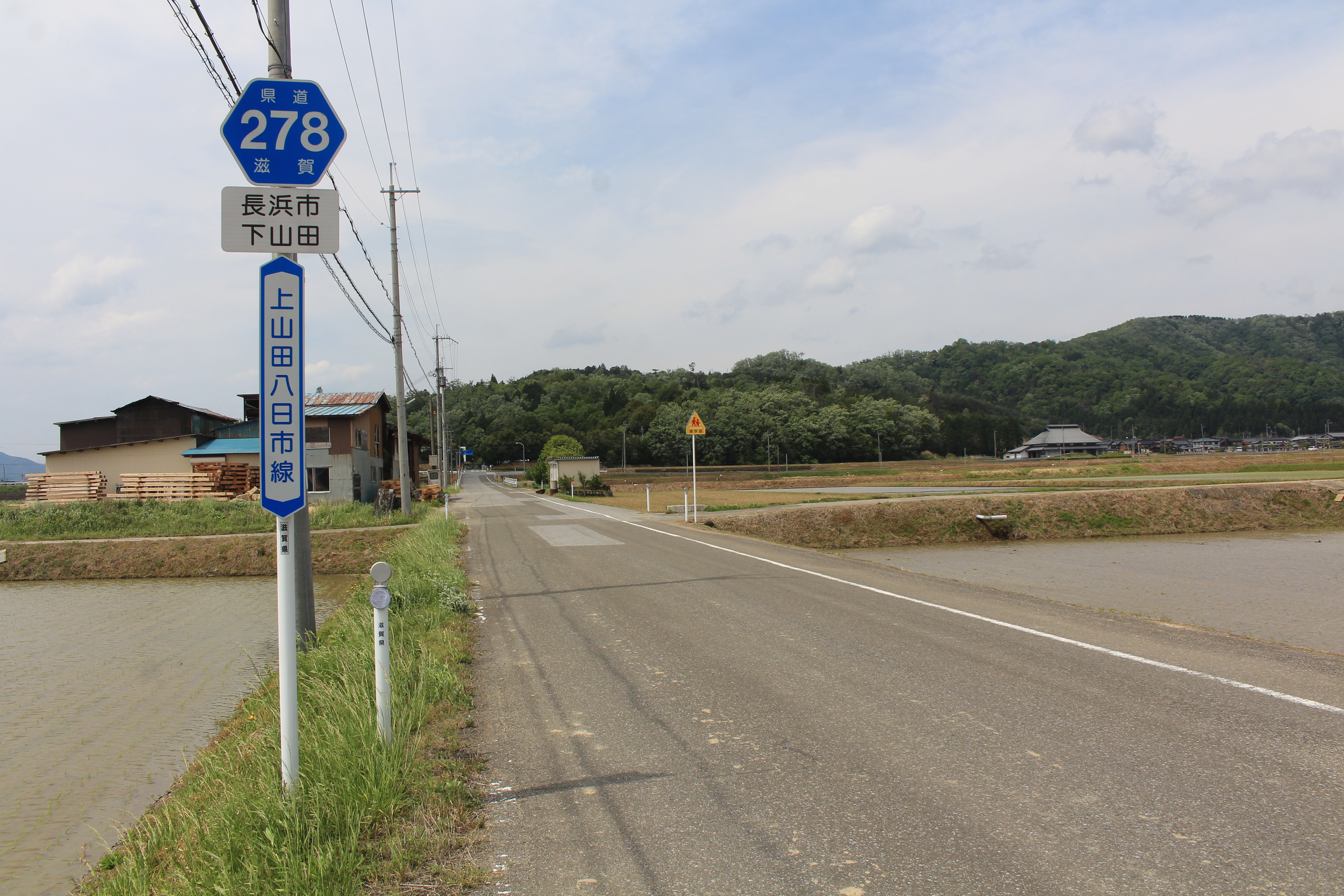
滋賀県道278号上山田八日市線
長浜市下山田

### 通過する自治体
- 長浜市

### 交差する道路
| 交差する道路                | 交差する場所 | 交差する場所        |
| --------------------------- | ------------ | ------------------- |
| 滋賀県道546号野瀬下山田線   | 小谷上山田町 |                     |
| 国道365号 重複区間起点      | 下山田       | 下山田交差点        |
| 国道365号 重複区間終点      | 小谷丁野町   | 丁野交差点          |
| 滋賀県道263号丁野虎姫長浜線 | 小谷丁野町   |                     |
| 国道8号                     | 湖北町八日市 | 青名南交差点 / 終点 |

### 交差する鉄道
- 北陸本線

### 沿線
- 神明神社
- 四郷崎古墳
- 長浜市立小谷小学校
- 小谷保育園
- 小谷郵便局